# Appendicula isoglossa
Appendicula isoglossa är en orkidéart som beskrevs av Rudolf Schlechter. Appendicula isoglossa ingår i släktet Appendicula och familjen orkidéer. Inga underarter finns listade i Catalogue of Life.